# クレイン農業協同組合
クレイン農業協同組合（くれいんのうぎょうきょうどうくみあい）は山梨県の郡内地方（うち鳴沢村と旧河口湖町を除く）を管轄する農業協同組合である。通称はJAクレイン。

## 概要
2009年（平成21年）に（旧）クレイン農業協同組合、美富士農業協同組合、富士豊茂農業協同組合が合併して誕生した。
「クレイン」とは英語で鶴（crane）を意味し、古代の律令制下で設置された甲斐四郡のひとつである都留郡（現在の郡内地域）になぞられたものである。

## 管轄地域
- 都留市
- 上野原市
- 大月市
- 富士吉田市
- 北都留郡
  - 小菅村
  - 丹波山村
- 南都留郡
  - 富士河口湖町－但し、旧河口湖町を除く
  - 西桂町－町内に店舗なし
  - 道志村
  - 山中湖村－村内に店舗なし
  - 忍野村

## 店舗一覧
都留市
- 本店：都留市田原1丁目2-3
- 禾生支店：都留市古川渡554-1
- 谷村支店：都留市田原1丁目2-3

上野原市
- 大目支店：上野原市大野2572-1
- 甲東支店：上野原市桑久保1631
- 巌支店：上野原市四方津765
- 大鶴支店：上野原市鶴川1600
- 島田支店：上野原市鶴島5425
- 棡原支店：上野原市棡原2367-8
- 西原支店：上野原市西原3849
- 上野原支店：上野原市上野原3662
- 秋山支店：上野原市秋山7124

大月市
- 笹子川支店：大月市初狩町下初狩735-6
- 大月支店：大月市大月1丁目14-5
- 七保支店：大月市七保町林953-1
- 猿橋支店；大月市猿橋町猿橋27
- とみはま支店：大月市富浜町鳥沢1900P

富士吉田市
- 吉田支店：富士吉田市下吉田5丁目33-18

北都留郡
- 小菅支店：小菅村6431
- 丹波山支店：丹波山村2786

南都留郡
- 道志店：道志村7108
- 忍野支店：忍野村忍草1503
- 富士豊茂支店：富士河口湖町富士ケ嶺1219-3